# Hylophilus semibrunneus
Hylophilus semibrunneus là một loài chim trong họ Vireonidae.